# Thermoanaerobacterium polysaccharolyticum
Thermoanaerobacterium polysaccharolyticum è una specie di batterio appartenente alla famiglia delle Thermoanaerobacteriaceae.